# Saut en hauteur féminin aux championnats du monde d'athlétisme 2023
Pour des articles plus généraux, voir Championnats du monde d'athlétisme 2023 et Saut en hauteur aux championnats du monde d'athlétisme.
Navigation
Eugene 2022 Tokyo 2025
L'épreuve du saut en hauteur féminin des championnats du monde de 2023 se déroule les 25 et 27 août 2023 au sein du Centre national d'athlétisme à Budapest, en Hongrie.

## Mimimas
La période de qualification est comprise entre le 31 juillet 2022 et le 30 juillet 2023. Le minima de qualification est fixé à 1,97 m.

## Résultats

### Qualifications
Qualification : 1,94 m (Q) ou les douze meilleures performeuses (q).
| Rang | Groupe | Athlète               | Pays        | 1,75 m | 1,80 m | 1,85 m | 1,89 m | 1,92 m | 1,94 m | Marque | Notes |
| ---- | ------ | --------------------- | ----------- | ------ | ------ | ------ | ------ | ------ | ------ | ------ | ----- |
| 1    | A      | Eleanor Patterson     | Australie   | –      | –      | o      | o      | o      |        | 1.92 m | q     |
| 1    | A      | Yaroslava Mahuchikh   | Ukraine     | –      | –      | –      | o      | o      |        | 1.92 m | q     |
| 3    | A      | Lamara Distin         | Jamaïque    | –      | o      | o      | xo     | o      |        | 1.92 m | q     |
| 4    | A      | Morgan Lake           | Royaume-Uni | –      | –      | xxo    | o      | o      |        | 1.92 m | q     |
| 5    | B      | Vashti Cunningham     | États-Unis  | –      | o      | xo     | xxo    | o      |        | 1.92 m | q     |
| 6    | B      | Nicola Olyslagers     | Australie   | –      | –      | o      | o      | xo     |        | 1.92 m | q     |
| 7    | A      | Angelina Topić        | Serbie      | –      | o      | o      | o      | xxo    |        | 1.92 m | q     |
| 8    | A      | Elena Kulichenko      | Chypre      | o      | o      | xo     | xxo    | xxo    |        | 1.92 m | q, PB |
| 9    | B      | Iryna Gerashchenko    | Ukraine     | –      | o      | o      | o      | xxx    |        | 1.89 m | q     |
| 9    | B      | Lia Apostolovski      | Slovénie    | –      | o      | o      | o      | xxx    |        | 1.89 m | q     |
| 11   | B      | Nadezhda Dubovitskaya | Kazakhstan  | –      | xo     | o      | o      | xxx    |        | 1.89 m | q     |
| 12   | B      | Christina Honsel      | Allemagne   | o      | o      | o      | xo     | xxx    |        | 1.89 m | q     |
| 12   | B      | Solène Gicquel        | France      | o      | o      | o      | xo     | xxx    |        | 1.89 m | q     |
| 12   | A      | Ella Junnila          | Finlande    | –      | o      | o      | xo     | xxx    |        | 1.89 m | q     |
| 12   | A      | Nawal Meniker         | France      | –      | o      | o      | xo     | xxx    |        | 1.89 m | q     |
| 16   | B      | Elisabeth Pihela      | Estonie     | –      | o      | xo     | xo     | xxx    |        | 1.89 m |       |
| 17   | B      | Merel Maes            | Belgique    | o      | o      | o      | xxo    | xxx    |        | 1.89 m |       |
| 17   | B      | Tatiána Goúsin        | Grèce       | o      | o      | o      | xxo    | xxx    |        | 1.89 m |       |
| 17   | A      | Yuliya Levchenko      | Ukraine     | –      | o      | o      | xxo    | xxx    |        | 1.89 m |       |
| 20   | A      | Airinė Palšytė        | Lituanie    | o      | o      | o      | xxx    |        |        | 1.85 m |       |
| 20   | B      | Daniela Stanciu       | Roumanie    | –      | o      | o      | xxx    |        |        | 1.85 m |       |
| 20   | B      | Michaela Hrubá        | Tchéquie    | o      | o      | o      | xxx    |        |        | 1.85 m |       |
| 23   | A      | Johanna Göring        | Allemagne   | o      | o      | xo     | xxx    |        |        | 1.85 m |       |
| 23   | B      | Yuliya Chumachenko    | Ukraine     | –      | o      | xo     | xxx    |        |        | 1.85 m |       |
| 25   | A      | Kristina Ovchinnikova | Kazakhstan  | o      | xo     | xo     | xxx    |        |        | 1.85 m |       |
| 25   | B      | Marija Vuković        | Monténégro  | –      | xo     | xo     | xxx    |        |        | 1.85 m |       |
| 27   | A      | Valdileia Martins     | Brésil      | o      | o      | xxo    | xxx    |        |        | 1.85 m |       |
| 28   | B      | Kimberly Williamson   | Jamaïque    | xo     | xxo    | xxo    | xxx    |        |        | 1.85 m |       |
| 29   | A      | Erin Shaw             | Australie   | o      | o      | xxx    |        |        |        | 1.80 m |       |
| 29   | B      | Safina Sadullayeva    | Ouzbékistan | –      | o      | xxx    |        |        |        | 1.80 m |       |
| 29   | B      | Yelizaveta Matveyeva  | Kazakhstan  | o      | o      | xxx    |        |        |        | 1.80 m |       |
| 32   | B      | Heta Tuuri            | Finlande    | xo     | o      | xxx    |        |        |        | 1.80 m |       |
| 33   | A      | Fédra Fekete          | Hongrie     | o      | xo     | xxx    |        |        |        | 1.80 m |       |
| 34   | A      | Panagiota Dosi        | Grèce       | o      | xxo    | xxx    |        |        |        | 1.80 m |       |
| –    | A      | Jana Koščak           | Croatie     |        |        |        |        |        |        |        | DNS   |

### Finale
| Rang               | Athlète               | Pays        | 1,85 m | 1,90 m | 1,94 m | 1,97 m | 1,99 m | 2,01 m | 2,07 m | Marque | Notes |
| ------------------ | --------------------- | ----------- | ------ | ------ | ------ | ------ | ------ | ------ | ------ | ------ | ----- |
| Médaille d'or      | Yaroslava Mahuchikh   | Ukraine     | –      | o      | xo     | o      | o      | xo     | xxx    | 2.01 m |       |
| Médaille d'argent  | Eleanor Patterson     | Australie   | o      | o      | o      | xxo    | o      | xxx    |        | 1.99 m | SB    |
| Médaille de bronze | Nicola Olyslagers     | Australie   | –      | o      | xo     | o      | xo     | xxx    |        | 1.99 m |       |
| 4                  | Morgan Lake           | Royaume-Uni | o      | o      | xxo    | xxo    | xx-    | x      |        | 1.97 m |       |
| 5                  | Lamara Distin         | Jamaïque    | o      | o      | o      | xxx    |        |        |        | 1.94 m |       |
| 5                  | Iryna Gerashchenko    | Ukraine     | o      | o      | o      | xxx    |        |        |        | 1.94 m |       |
| 7                  | Angelina Topić        | Serbie      | o      | o      | xo     | xxx    |        |        |        | 1.94 m |       |
| 8                  | Christina Honsel      | Allemagne   | o      | x      | xo     | xxx    |        |        |        | 1.94 m |       |
| 9                  | Nadezhda Dubovitskaya | Kazakhstan  | o      | o      | xxx    |        |        |        |        | 1.90 m |       |
| 9                  | Lia Apostolovski      | Slovénie    | o      | o      | xxx    |        |        |        |        | 1.90 m | SB    |
| 11                 | Vashti Cunningham     | États-Unis  | xxo    | o      | xxx    |        |        |        |        | 1.90 m |       |
| 12                 | Nawal Meniker         | France      | o      | xo     | xxx    |        |        |        |        | 1.90 m |       |
| 13                 | Elena Kulichenko      | Chypre      | o      | xxo    | xxx    |        |        |        |        | 1.90 m |       |
| 13                 | Ella Junnila          | Finlande    | o      | xxo    | xxx    |        |        |        |        | 1.90 m |       |
| 15                 | Solène Gicquel        | France      | xo     | xxx    |        |        |        |        |        | 1.85 m |       |

## Légende
Records et Performances
- AR : Record continental (area record)
- CR : Record des championnats (championship record)
- MR : Record du meeting (meet record)
- NR : Record national (national record)
- OR : Record olympique (olympic record)
- PR : Record paralympique (paralympic record)
- PB : Record personnel (personal best)
- SB : Meilleure performance personnelle de la saison (season's best)
- WL : Meilleure performance mondiale de l'année (world leader)
- WJR : Record du monde junior (world junior record)
- WR : Record du monde (world record)

Circonstances et Conditions
- DNF : N'a pas terminé (did not finish)
- DNS : N'a pas pris le départ (did not start)
- DQ : Disqualification (disqualification)
- NM : Aucun essai valable enregistré (No Mark)
- Q : Qualifié « directement » au prochain tour (ou à la prochaine compétition), lors d'une compétition majeure, grâce au classement ou à la réalisation des minima (automatic qualifier)
- q : Qualifié au prochain tour (ou à la prochaine compétition), lors d'une compétition majeure, grâce au repêchage ou à la réalisation de l'une des meilleures performances parmi celles des « non qualifiés directement » (grâce au meilleur temps ou à la meilleure distance par exemple) (secondary qualifier)